# Катберт Кентерберийский
Катберт, иначе Кутберт или Кутбрюхт (англ. Cuthbert; умер 26 октября 760) — 11-й архиепископ Кентерберийский (740—760).

## Биография
По источникам за 736 год известен епископ Магонсетский Катберт, но нет единой точки зрения исследователей относительно его идентичности с будущим архиепископом Кентерберийским. Существуют свидетельства о пристрастии того и другого к латинскому стихосложению, что может служить аргументом в пользу такого сопоставления. В таком случае Катберта Кентерберийского можно признать уроженцем Мерсии.
В 736—740 годах Катберт предположительно являлся епископом Херефордским (упоминания об этом впервые появляются после норманнского завоевания). Согласно источникам англосаксонского периода, Катберт в 740 году был рукоположён в архиепископа Кентерберийского; если бы он ранее уже занимал епископскую кафедру, то должен был быть переведён с неё на Кентерберийскую, и рукоположение не потребовалось бы.
В 746 или 747 году архиепископ Майнца Бонифаций обратился к королю Мерсии Этельбальду с обвинением того в ущемлении прав церкви, а в письме к Катберту того же периода описал злоупотребления короля и дал картину морального разложения самой англосаксонской церкви. Бонифаций изложил содержание постановлений франкских синодов по аналогичным поводам и предложил Катберту добиться проведения подобных решений в жизнь на территории Англии. Позднее в том же 747 году в неком поселении под названием Клофешо, точное местонахождение которого в настоящее время неизвестно, состоялось собрание аристократии и епископата, ставшее одним из «советов Кловешо». Решения Совета Кловешо 747 года в основном сохранились до наших дней в списках конца VIII века, хотя частично утрачены при пожаре 1731 года в библиотеке Коттона. Коллекция этих документов позволяет говорить о полномасштабной программе церковных реформ, начатых Катбертом и королём Этельбальдом в ответ на требования Бонифация. Бумаги включают выдержки из манускрипта Григория Великого «Regula pastoralis» об обязанностях епископов, письмо Бонифация Катберту и гарантии Этельбальда в отношении прав церкви, оформленные в Гамли в 749 году.
Катберт поддерживал связь с Бонифацием до мученической смерти последнего в 754 году. В 757 году был убит король Этельбальд, в 758 году состоялся новый совет Кловешо, о котором почти ничего неизвестно, кроме самого факта его проведения. В Кентербери при Катберте была построена церковь Иоанна Крестителя (пристроена с западной стороны к Кентерберийскому собору, использовалась в качестве баптистерия), которая сгорела в 1067 году. В этой церкви хоронили Кентерберийских архиепископов, начиная с самого Кутберта, умершего 26 октября 760 года. Канонизирован, день памяти — 26 октября.